# Thảm sát Kragujevac
Vụ thảm sát Kragujevac (tiếng Serbi-Croatia: Masakr u Kragujevcu, tiếng SerbiCyrillic: Масакр у Крагујевцу) là vụ giết người hàng loạt khoảng 2.778-2.794 người chủ yếu là đàn ông và các cậu bé trai người Serbia vào ngày 21 tháng 10 năm 1941 ở thành phố Kragujevac lúc đó đang bị phát xít Đức chiếm đóng. Vụ thảm sát xảy ra ở lãnh thổ Serbia bị Đức chiếm đóng trong thế chiến II, và đến để trả đũa cho các cuộc tấn công của quân nổi dậy ở quận Gornji Milanovac khiến 10 lính Đức chết và 26 lính Đức bị thương. Số lượng các con tin bị bắn đã được tính toán dựa trên tỷ lệ 100 con tin bị hành quyết trên mỗi người lính Đức thiệt mạng và 50 con tin bị hành quyết cho mỗi người lính Đức bị thương. Sau khi một hoạt động mang tính trừng phạt đã được tiến hành ở các làng xung quanh, trong đó 422 nam giới bị bắn,, bốn làng bị thiêu rụi, và 70 nam giới người Do Thái và người cộng sản đã bị bắt giữ tại Kragujevac đã bị bắn. Đồng thời, nam giới trong độ tuổi từ 16 đến 60, trong đó có học sinh trung học, bị quân đội Đức và những người địa phương cộng tác với quân Đức triệu tập, và các nạn nhân đã được lựa chọn từ trong số những người này. Những nam giới được chọn ra được đưa đến các cánh đồng bên ngoài thành phố, bị bắn bằng súng máy hạng nặng, và xác của họ được chôn trong ngôi mộ tập thể.
Hồ sơ quân Đức lúc đó chỉ ra rằng 2.300 con tin đã bị bắn. Sau chiến tranh, ước tính con số tăng vọt lên đến 7.000 trường hợp tử vong, nhưng các học giả Đức và Serbia ngày nay đã đồng ý về con số gần 2.800 người thiệt mạng, trong đó có 144 học sinh trung học. Các nạn nhân của vụ thảm sát bao gồm người Serbia, người Do Thái, người Romani, người Hồi giáo, người Macedonia, người Slovenia và các thành viên thuộc các quốc tịch khác. Một số quan chức quân sự cấp cao của Đức đã bị xét xử và bị kết án tù vì đã tham gia vào các vụ nổ súng trả thù tại các vụ xét xử Nuremberg và các vụ xét xử sau vụ xét xử Nuremberg.
Vụ thảm sát đã có một ảnh hưởng sâu sắc về quá trình của cuộc chiến tranh ở Nam Tư. Nó trầm trọng thêm căng thẳng giữa hai phong trào du kích, những người du kích do phe cộng sản chỉ huy và phe bảo hoàng, Chetniks dân tộc Serbia, và thuyết phục lãnh đạo Chetnik Draža Mihailović rằng vụ tấn công chống lại quân Đức sẽ chỉ dẫn đến nhiều cái chết của dân Serbia. Người Đức đã sớm thấy rằng việc hành quyết hàng loạt người Serbia là không hiệu quả và phản tác dụng, vì chúng có xu hướng đẩy dân chúng vào vòng tay của quân nổi dậy. Tỷ lệ 100 người bị hành quyết cho một binh sĩ thiệt mạng và 50 người bị hành quyết cho một người lính bị thương đã giảm còn một nửa trong tháng 2 năm 1943, và loại bỏ hoàn toàn vào mùa thu năm đó.
Vụ thảm sát là kỷ niệm qua các tháng trong Công viên tưởng niệm Kragujevac và Bảo tàng 21 tháng 10 ở công viên này, và đã là chủ đề của một số bài thơ và phim truyện. Ngày thảm sát diễn ra được kỷ niệm hàng năm tại Serbia là Ngày tưởng niệm các nạn nhân Serbia của Thế chiến II.